# Linkuva
Linkuva je litevské město s přibližně 1 200 obyvateli. Leží v Šiauliaiském kraji 18 km severovýchodně od okresního města Pakruojis. Jeho okolím prochází moréna Linkuvský hřbet.
Původními obyvateli byli Zemgalové. Poprvé se o městě zmiňuje Hermann von Wartberge ve své kronice z roku 1370. Název je odvozen od slova linkis (ohyb), město je známé také pod polským názvem Linków. V roce 1918 zdejší obyvatelé podpořili litevskou nezávislost a bojovali proti Západoruské dobrovolnické armádě. Po druhé světové válce zde probíhal ozbrojený odpor proti sovětské vládě.
Město je urbanistickou památkou. Nachází se zde poutní kostel zasvěcený Matce svatého škapulíře, založený roku 1593, u něhož existoval i karmelitánský klášter. Na hřbitově se nachází dřevěná kaple z roku 1798. Po židovské komunitě, zlikvidované za druhé světové války, zůstala ve Linkuvě synagoga. V roce 1923 bylo založeno gymnázium a v roce 1950 byla Linkuva povýšena na město. Je významnou dopravní křižovatkou, kterou procházejí silnice KK151, KK152 a KK211. 
Rodačkou je politička Vilija Blinkevičiūtėová.